# Novia, esposa y amante
Novia, esposa y amante és una pel·lícula mexicana classificada com a pel·lícula de drama i romanç del 1981 dirigida per Tulio Demicheli i protagonitzada per Daniela Romo.

## Sinopsi
Una jove rica estudia interpretació i coneix un jove director de cinema que ofereix una pel·lícula independent protagonitzada. El temps passa i formen una parella, però ella s’adona que ell no té interessos i pretén ser el mateix a la vida. Al mateix temps, coneix un altre director de cinema i s’enamora d’ell i després es casen. Aquest home és un antic company d’una dona forta que acaba colpejant la nena. Quan el seu pare mor, un amic li ofereix que se l'emporti del marit i li ofereixi ajuda econòmica. Aquesta relació es transforma en un afer.

## Repartiment
- Pedro Armendáriz, Jr. → Esteban Ampudia
- Raúl Ramírez → Rodolfo Morales
- Mónica Prado → Irene
- Guillermo Capetillo → Juan
- Carlos East → Sr. Mendoza
- Daniela Romo → Laura Mendoza
- Víctor Junco → Ingeniero
- Marcelo Villamil → Pintor